# ليز ساميت
ليز ساميت (بالإنجليزية: Lee's Summit)‏ هي مدينة أمريكية تقع في ولاية ميزوري. ويبلغ عدد سكانها 91364 نسمة حسب إحصاء سنة 2010 م 91364.

## التركيبة السكانية
قام مكتب تعداد الولايات المتحدة بتحديد بيانات التركيبة السكانية لليز ساميتفي تعداد الولايات المتحدة. في ما يلي، التركيبة السكانية حسب تعدادي 2000 و2010.

### تعداد عام 2000
بلغ عدد سكان ليز ساميت 70,700 نسمة بحسب تعداد عام 2000، وبلغ عدد الأسر 26,417 أسرة وعدد العائلات 19,495 عائلة مقيمة في المدينة. في حين سجلت الكثافة السكانية 1,188.0 نسمة لكل ميل مربع (458.7/كم2). وبلغ عدد الوحدات السكنية 27,311 وحدة بمتوسط كثافة قدره 458.9 نسمة لكل ميل مربع (177.2/كم2).
وتوزع التركيب العرقي للمدينة بنسبة 0.36% من الأمريكيين الأصليين و 0.99% من الأمريكيين ذوي الأصول الآسيوية و 0.06% من سكان جزر المحيط الهادئ و 3.47% من الأمريكيين الأفارقة و 1.42% من عرقين مختلطين أو أكثر.
بلغ عدد الأسر 26,417 أسرة كانت نسبة 40.8% منها لديها أطفال تحت سن الثامنة عشر تعيش معهم، وبلغت نسبة الأزواج القاطنين مع بعضهم البعض 62.1% من أصل المجموع الكلي للأسر، ونسبة 8.9% من الأسر كان لديها معيلات من الإناث دون وجود شريك، وكانت نسبة 26.2% من غير العائلات. تألفت نسبة 22.0% من أصل جميع الأسر من أفراد ونسبة 9.2% كانوا يعيش معهم شخص وحيد يبلغ من العمر 65 عاماً فما فوق. وبلغ متوسط حجم الأسرة المعيشية 3.12، أما متوسط حجم العائلات فبلغ 2.65.
بلغ العمر الوسطي للسكان 35 عاماً. وكانت نسبة 29.2% من القاطنين تحت سن الثامنة عشر، وكانت نسبة 6.6% بين الثامنة عشر والأربعة وعشرون عاماً، ونسبة 33.1% كانت واقعةً في الفئة العمرية ما بين الخامسة والعشرون حتى والأربعة وأربعون عاماً، ونسبة 20.9% كانت ما بين الخامسة والأربعون حتى الرابعة والستون، ونسبة 10.2% كانت ضمن فئة الخامسة والستون عاماً فما فوق. يوجد لكل 100 أنثى 91.9 ذكر، ويوجد لكل 100 أنثى في الثامنة عشر من عمرها فما فوق 87.4 ذكر.
بلغ متوسط دخل الأسرة في المدينة 60,905 دولار، أما متوسط دخل العائلة فبلغ 70,702 دولار. وكان متوسط دخل الذكور 49,385 دولار مقابل 32,837 دولار للإناث. وسجل دخل الفرد الخاص بالمدينة 26,891 دولار. وكانت نسبة 2.8% من العائلات ونسبة 3.8% من السكان تحت خط الفقر، وكان من هؤلاء نسبة 4.7% تحت سن الثامنة عشر ونسبة 4.7% في الخامسة والستين من العمر وما فوق.

### تعداد عام 2010
بلغ عدد سكان ليز ساميت 91,364 نسمة بحسب تعداد عام 2010، وبلغ عدد الأسر 34,429 أسرة وعدد العائلات 25,126 عائلة مقيمة في المدينة. في حين سجلت الكثافة السكانية 1,442.2 نسمة لكل ميل مربع (556.8/كم2). وبلغ عدد الوحدات السكنية 36,679 وحدة بمتوسط كثافة قدره 579.0 لكل ميل مربع (223.6/كم2).
وتوزع التركيب العرقي للمدينة بنسبة 86.1% من البيض و 0.3% من الأمريكيين الأصليين و 1.7% من الأمريكيين ذوي الأصول الآسيوية و 0.1% من سكان جزر المحيط الهادئ و 8.4% من الأمريكيين الأفارقة و 2.4% من عرقين مختلطين أو أكثر.
بلغ عدد الأسر 34,429 أسرة كانت نسبة 39.5% منها لديها أطفال تحت سن الثامنة عشر تعيش معهم، وبلغت نسبة الأزواج القاطنين مع بعضهم البعض 58.3% من أصل المجموع الكلي للأسر، ونسبة 10.9% من الأسر كان لديها معيلات من الإناث دون وجود شريك، بينما كانت نسبة 3.8% من الأسر لديها معيلون من الذكور دون وجود شريكة وكانت نسبة 27.0% من غير العائلات. تألفت نسبة 22.8% من أصل جميع الأسر من أفراد ونسبة 8.9% كانوا يعيش معهم شخص وحيد يبلغ من العمر 65 عاماً فما فوق. وبلغ متوسط حجم الأسرة المعيشية 3.11، أما متوسط حجم العائلات فبلغ 2.63.
بلغ العمر الوسطي للسكان 37.2 عاماً. وكانت نسبة 28% من القاطنين تحت سن الثامنة عشر، وكانت نسبة 7.1% بين الثامنة عشر والأربعة وعشرون عاماً، ونسبة 27% كانت واقعةً في الفئة العمرية ما بين الخامسة والعشرون حتى والأربعة وأربعون عاماً، ونسبة 26.6% كانت ما بين الخامسة والأربعون حتى الرابعة والستون، ونسبة 11.5% كانت ضمن فئة الخامسة والستون عاماً فما فوق. وتوزع التركيب الجنسي للسكان بنسبة 47.9% ذكور و52.1% إناث.